# Zanokcica kończysta
Zanokcica kończysta (Asplenium onopteris L.) – gatunek paproci z rodziny zanokcicowatych. Występuje w basenie Morza Śródziemnego i zachodniej Europie po Irlandię na północy, na wschodzie po Iran. W Polsce gatunek podawany był z pogórza Sudetów jako rzadki i uznany za wymierający na Czerwonej liście roślin i grzybów Polski. Rośliny identyfikowane jako ten gatunek zweryfikowano jednak jako mieszczące się w zmienności zanokcicy ciemnej A. adiantum-nigrum.

## Morfologia
LiścieOgonek liściowy kasztanowobrunatny, dłuższy od blaszki. Liście 2–4-krotnie pierzaste, zimozielone, skórzaste, połyskujące. Odcinki I rzędu wygięte ku górze.

## Biologia i ekologia
Bylina. Rośnie na serpentynitach. Zarodnie dojrzewają od sierpnia do października. Gatunek charakterystyczny rzędu Androsacetalia vandellii.